# Flysch

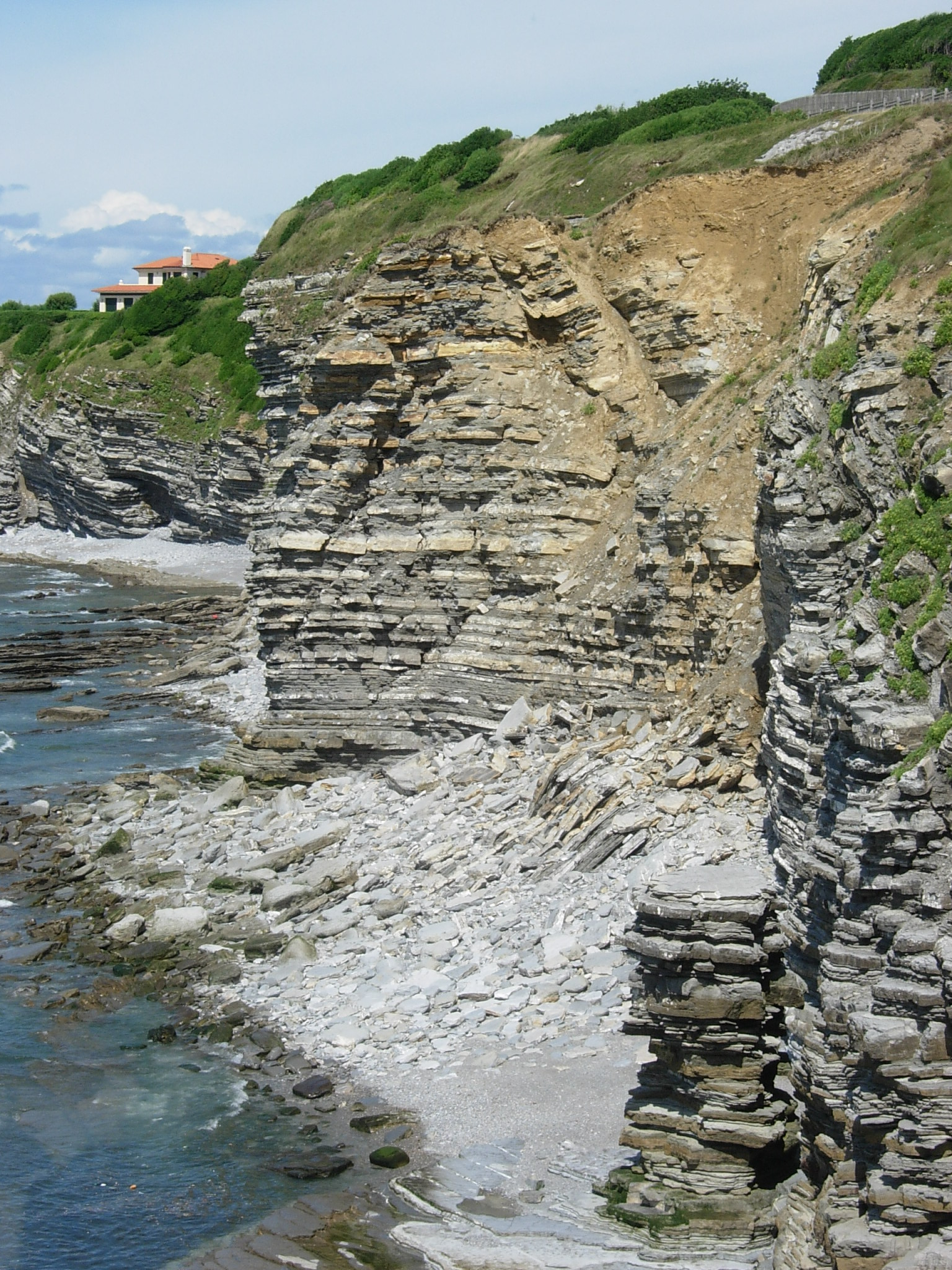
Penya-segat de flysch

Un flysch és una formació estratigràfica formada per roques sedimentàries que es dipositen en fàcies compostes per una alternança de capes de roques dures —calcàries o pissarres, entre d'altres— intercalades amb més toves —com el gres argilós. Aquesta disposició en capes fines afavoreix l'erosió diferencial, les capes toves són desgastades amb major facilitat que les capes més dures, cosa que fa que les capes dures quedin sense suport, ressaltin en el terreny i s'erosionin més fàcilment però, alhora, les roques dures protegeix a les toves. L'edat d'aquestes formacions va del Cretaci inferior a l'Oligocè i són característiques d'una etapa anterior a l'orogènesi; quan l'orogènia evoluciona es torna més superficial i la molassa es va dipositant a la part més externa de la formació.